# مالجورزاتا جابسكا
مالجورزاتا جابسكا (بالبولندية: Małgorzata Gapska) مواليد 3 سبتمبر 1983 في غدانسك، هي لاعبة كرة يد بولندية تلعب كحارس مرمى. مثلت منتخب بولندا لكرة اليد للسيدات.

## سجل المنافسة
شاركت في البطولات التالية:
- بطولة العالم لكرة اليد للسيدات 2013
- بطولة أوروبا لكرة اليد للسيدات 2014